# Chamaky
De Chamaky (Russisch: Хамакы) is een 181 kilometer lange linkerzijrivier van de Njoeja in het stroomgebied van de Lena, gelegen in de Russische autonome republiek Jakoetië, in Oost-Siberië.
De Chamaky ontspringt in het Lena-plateau in het oosten van het Midden-Siberisch Bergland. De belangrijkste zijrivier is de Arbaj-Sala (65 km) aan rechterzijde. In het stroomgebied van de rivier bevinden zich ongeveer 200 meren.
De rivier is bevroren van de tweede helft van oktober tot halverwege mei.